# بطولة آسيا للملاكمة للهواة 2021
أقيمت النسخة الحادية والثلاثون من بطولة آسيا للملاكمة للهواة في الفترة من 24 إلى 31 مايو 2021 في دبي، الإمارات العربية المتحدة. كانت هذه هي المرة الثانية في تاريخ البطولة التي يتنافس فيها الرجال والسيدات في نفس البطولة.

## ملخص الميداليات

### الرجال
| Event                    | الذهبية                         | الفضية                            | البرونزية                           |
| ------------------------ | ------------------------------- | --------------------------------- | ----------------------------------- |
| وزن خفيف الذبابة (49 كغ) | نودرجون ميرزاخمدوف · أوزبكستان  | دانيال سابيت · كازاخستان          | أورخونتونغالاغين أونوبولد · منغوليا |
| وزن خفيف الذبابة (49 كغ) | نودرجون ميرزاخمدوف · أوزبكستان  | دانيال سابيت · كازاخستان          | مارك ليستر دورينس · الفلبين         |
| وزن الذبابة (52 كغ)      | شهاب الدين زويوروف · أوزبكستان  | أميت بانغال · الهند               | ساكن بيبوسينوف · كازاخستان          |
| وزن الذبابة (52 كغ)      | شهاب الدين زويوروف · أوزبكستان  | أميت بانغال · الهند               | عزات أوسينالييف · قرغيزستان         |
| وزن الديك (56 كغ)        | خارخوغين إنخ-آمار · منغوليا     | ميرازيبك ميرزاخاليلوف · أوزبكستان | جونميلاردو أوغايري · الفلبين        |
| وزن الديك (56 كغ)        | خارخوغين إنخ-آمار · منغوليا     | ميرازيبك ميرزاخاليلوف · أوزبكستان | أكيلبيك إيسينبيك أولو · قرغيزستان   |
| الوزن الخفيف (60 كغ)     | إردينباتين تسيندباتار · منغوليا | دانيال شهبخش · إيران              | عبد المالك خولوقوف · أوزبكستان      |
| الوزن الخفيف (60 كغ)     | إردينباتين تسيندباتار · منغوليا | دانيال شهبخش · إيران              | فاريندر سينغ · الهند                |
| وزن خفيف الوسط (64 كغ)   | باتارسوخين تشينزوريغ · منغوليا  | شيفا ثابا · الهند                 | باخودور عثمانوف · طاجيكستان         |
| وزن خفيف الوسط (64 كغ)   | باتارسوخين تشينزوريغ · منغوليا  | شيفا ثابا · الهند                 | إلنور عبد الرحيموف · أوزبكستان      |
| وزن الوسط (69 كغ)        | بوبو-عثمان باتوروف · أوزبكستان  | أبيلايخان زوسوبوف · كازاخستان     | فيكاس كريشان ياداف · الهند          |
| وزن الوسط (69 كغ)        | بوبو-عثمان باتوروف · أوزبكستان  | أبيلايخان زوسوبوف · كازاخستان     | باتومورين ميشيلت · منغوليا          |
| الوزن المتوسط (75 كغ)    | سعيد جمشيد جعفروف · أوزبكستان   | أبيلخان أمانكول · كازاخستان       | يومير مارسيال · الفلبين             |
| الوزن المتوسط (75 كغ)    | سعيد جمشيد جعفروف · أوزبكستان   | أبيلخان أمانكول · كازاخستان       | شاهين موسوي · إيران                 |
| وزن خفيف الثقيل (81 كغ)  | ديلشودبيك روزميتوف · أوزبكستان  | ميثم قشلاقي · إيران               | إركين أديلبيك أولو · قرغيزستان      |
| وزن خفيف الثقيل (81 كغ)  | ديلشودبيك روزميتوف · أوزبكستان  | ميثم قشلاقي · إيران               | شابوس نيغماتولويف · طاجيكستان       |
| الوزن الثقيل (91 كغ)     | سانجيت كومار · الهند            | فاسيلي ليفيت · كازاخستان          | رستم إيريسبيك أولو · قرغيزستان      |
| الوزن الثقيل (91 كغ)     | سانجيت كومار · الهند            | فاسيلي ليفيت · كازاخستان          | سنجر تورسونوف · أوزبكستان           |
| وزن فوق الثقيل (+91 كغ)  | باخودير جلالوف · أوزبكستان      | كامشيبيك كونكاباييف · كازاخستان   | عبد الرحمن العنزي · الكويت          |
| وزن فوق الثقيل (+91 كغ)  | باخودير جلالوف · أوزبكستان      | كامشيبيك كونكاباييف · كازاخستان   | بوريا أميري · إيران                 |

### السيدات
| Event                    | الذهبية                        | الفضية                          | البرونزية                               |
| ------------------------ | ------------------------------ | ------------------------------- | --------------------------------------- |
| وزن خفيف الذبابة (48 كغ) | ألوا بالكيبيكوفا · كازاخستان   | غولاسال سلطونالييفا · أوزبكستان | جوسي غابوكو · الفلبين                   |
| وزن خفيف الذبابة (48 كغ) | ألوا بالكيبيكوفا · كازاخستان   | غولاسال سلطونالييفا · أوزبكستان | مونيكا · الهند                          |
| وزن الذبابة (51 كغ)      | نازيم كيزايباي · كازاخستان     | ماري كوم · الهند                | لوتسايخاني ألتانتسيتسيغ · منغوليا       |
| وزن الذبابة (51 كغ)      | نازيم كيزايباي · كازاخستان     | ماري كوم · الهند                | ناديكا بوشباكوماري · سريلانكا           |
| وزن الديك (54 كغ)        | دينا زولامان · كازاخستان       | سيتورا شوغداروفا · أوزبكستان    | ساكشي تشودري · الهند                    |
| وزن الديك (54 كغ)        | دينا زولامان · كازاخستان       | سيتورا شوغداروفا · أوزبكستان    | إردينيدالايجين ميتشيدما · منغوليا       |
| وزن الريشة (57 كغ)       | سيتورا تورديبيكوفا · أوزبكستان | فلاديسلافا كوختا · كازاخستان    | جايسمين لامبوريا · الهند                |
| وزن الريشة (57 كغ)       | سيتورا تورديبيكوفا · أوزبكستان | فلاديسلافا كوختا · كازاخستان    | ميجغونا سامادوفا · طاجيكستان            |
| الوزن الخفيف (60 كغ)     | ريما فولوسينكو · كازاخستان     | حسواتون حسنة · إندونيسيا        | شويرا ذو القيناورفا · طاجيكستان         |
| الوزن الخفيف (60 كغ)     | ريما فولوسينكو · كازاخستان     | حسواتون حسنة · إندونيسيا        | سيمرانجيت كاور · الهند                  |
| وزن خفيف الوسط (64 كغ)   | ميلانا سافرونوفا · كازاخستان   | لال بوات سايحي · الهند          | موخينابونو عبد اللاييفا · أوزبكستان     |
| وزن خفيف الوسط (64 كغ)   | ميلانا سافرونوفا · كازاخستان   | لال بوات سايحي · الهند          | نورة المطيري · الكويت                   |
| وزن الوسط (69 كغ)        | فالنتينا خالزوفا · كازاخستان   | نافباخور خاميدوفا · أوزبكستان   | لوفلينا بورغوهين · الهند                |
| وزن الوسط (69 كغ)        | فالنتينا خالزوفا · كازاخستان   | نافباخور خاميدوفا · أوزبكستان   | لم تمنح                                 |
| الوزن المتوسط (75 كغ)    | بوجا راني · الهند              | مفلودا موفلونوفا · أوزبكستان    | مارينا فولنوفا · كازاخستان              |
| الوزن المتوسط (75 كغ)    | بوجا راني · الهند              | مفلودا موفلونوفا · أوزبكستان    | مونخباتين مياغمارجارغال · منغوليا       |
| وزن خفيف الثقيل (81 كغ)  | فريزة شولتاي · كازاخستان       | صخيبة روزميتوفا · أوزبكستان     | سويتي بورا · الهند                      |
| وزن خفيف الثقيل (81 كغ)  | فريزة شولتاي · كازاخستان       | صخيبة روزميتوفا · أوزبكستان     | لم تمنح                                 |
| الوزن الثقيل (+81 كغ)    | لازات كونجيباييفا · كازاخستان  | أنوباما كوندو · الهند           | مخيرة عبد اللاييفا · أوزبكستان          |
| الوزن الثقيل (+81 كغ)    | لازات كونجيباييفا · كازاخستان  | أنوباما كوندو · الهند           | حنان الزيودي · الإمارات العربية المتحدة |

## جدول الميداليات
*   البلد المضيف (مضيف)
| المرتبة | فريق                     | ذهبية | فضية | برونزية | المجموع |
| ------- | ------------------------ | ----- | ---- | ------- | ------- |
| 1       | كازاخستان                | 8     | 6    | 2       | 16      |
| 2       | أوزبكستان                | 7     | 6    | 5       | 18      |
| 3       | منغوليا                  | 3     | 0    | 5       | 8       |
| 4       | الهند                    | 2     | 5    | 8       | 15      |
| 5       | إيران                    | 0     | 2    | 2       | 4       |
| 6       | إندونيسيا                | 0     | 1    | 0       | 1       |
| 7       | طاجيكستان                | 0     | 0    | 4       | 4       |
| 7       | قرغيزستان                | 0     | 0    | 4       | 4       |
| 7       | الفلبين                  | 0     | 0    | 4       | 4       |
| 10      | الكويت                   | 0     | 0    | 2       | 2       |
| 11      | سريلانكا                 | 0     | 0    | 1       | 1       |
| 11      | الإمارات العربية المتحدة | 0     | 0    | 1       | 1       |
| المجموع | المجموع                  | 20    | 20   | 38      | 78      |

## وصلات خارجية
- النتائج